# Langan
Langan ist eine französische Gemeinde im Département Ille-et-Vilaine in der Region Bretagne. Langan gehört zum Kanton Montauban-de-Bretagne im Arrondissement Rennes und hat 1090 Einwohner (1. Januar 2022).
Die Bewohner von Langan heißen Langanais.

## Geschichte
Die Pfarrgemeinde Langan, eine Enklave in der Diözese Saint-Malo, ist Teil des Dekanats Bobital und gehört zur Diözese Dol. Die Schutzheiligen sind Apostel Simon Petrus und Martin von Tours.

### Bevölkerungsentwicklung
| 1962 | 1968 | 1975 | 1982 | 1990 | 1999 | 2007 | 2017 |
| ---- | ---- | ---- | ---- | ---- | ---- | ---- | ---- |
| 436  | 445  | 404  | 725  | 806  | 772  | 886  | 979  |

## Sehenswürdigkeiten

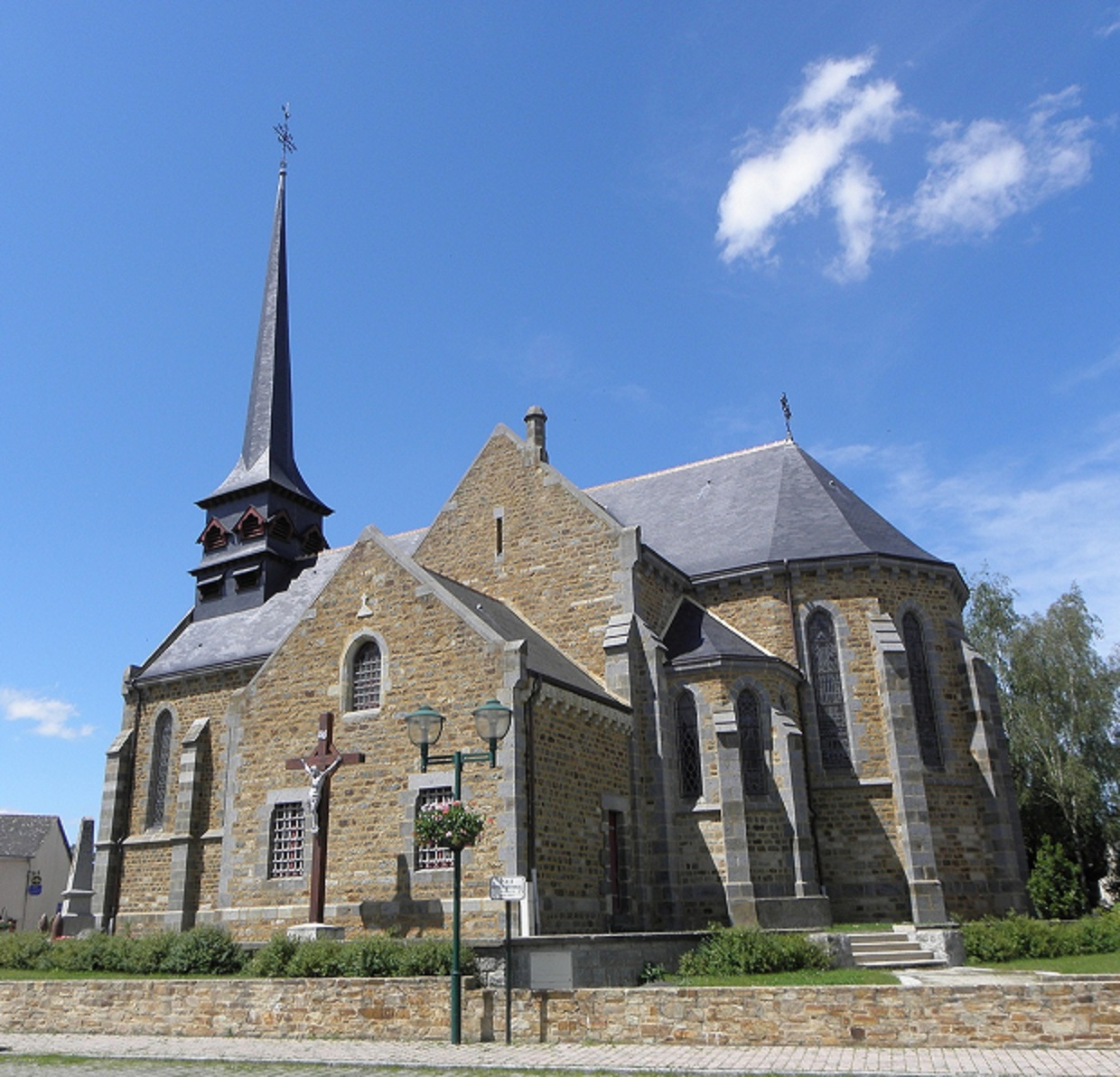
Kirche Saint-Pierre

- Kirche Saint-Pierre